# Perimeceta
Perimeceta là một chi bướm đêm thuộc họ Crambidae.

## Species
- Perimeceta incrustalis (Snellen, 1895)
- Perimeceta leucoselene (Hampson, 1919)
- Perimeceta leucosticta (Hampson, 1919)
- Perimeceta niphotypa Turner, 1915